# Kamil Novák
Pour les articles homonymes, voir Novák.
Kamil Novák, né le 15 avril 1967, à Ostrava, en Tchécoslovaquie, est un ancien joueur de basket-ball tchèque. Il évolue durant sa carrière aux postes d'ailier fort et de pivot.